# Дитхелм IV фон Тогенбург
Дитхелм IV (III) фон Тогенбург (на немски: Diethelm IV (III) von Toggenburg; † сл. 1176) е благородник от Тогенбург, днес в кантон Санкт Гален в Швейцария.
Той е син на Дитхелм III фон Тогенбург († сл. 1125) и внук на Дитхелм II фон Тогенбург († сл. 1104) и Ирменгард фон Неленбург.
През 1209 г. неговият роднина Дитхелм VI (Дитхелм I като граф) фон Тогенбург († 1230?) става граф на Тогенбург.

## Фамилия
Дитхелм IV фон Тогенбург се жени за графиня Ита фон Хомберг († 19 август 1200), дъщеря на граф Вернер I фон Тирщайн-Хомберг († 1141/сл. 1154) и дъщерята на граф Фридрих I фон Цолерн († 1125/сл. 1139) и Удилхилд фон Урах-Детинген († 1134). Те имат един син:
- Дитхелм V фон Тогенбург († 4 януари 1205 или 5 януари 1207).

Вдовицата му Ита фон Хомберг се омъжва втори път сл. 1176 г. за граф Готфрид фон Марщетен († сл. 1195).

## Галерия
- Частите на Тогенбург
- Графството Тогенбург, 18 век
- Герб на графовете на Тогенбург сл. 1308 г.
- Герб на род фон Тогенбург, 1548